# Adolf von Tschirschky und Bögendorff

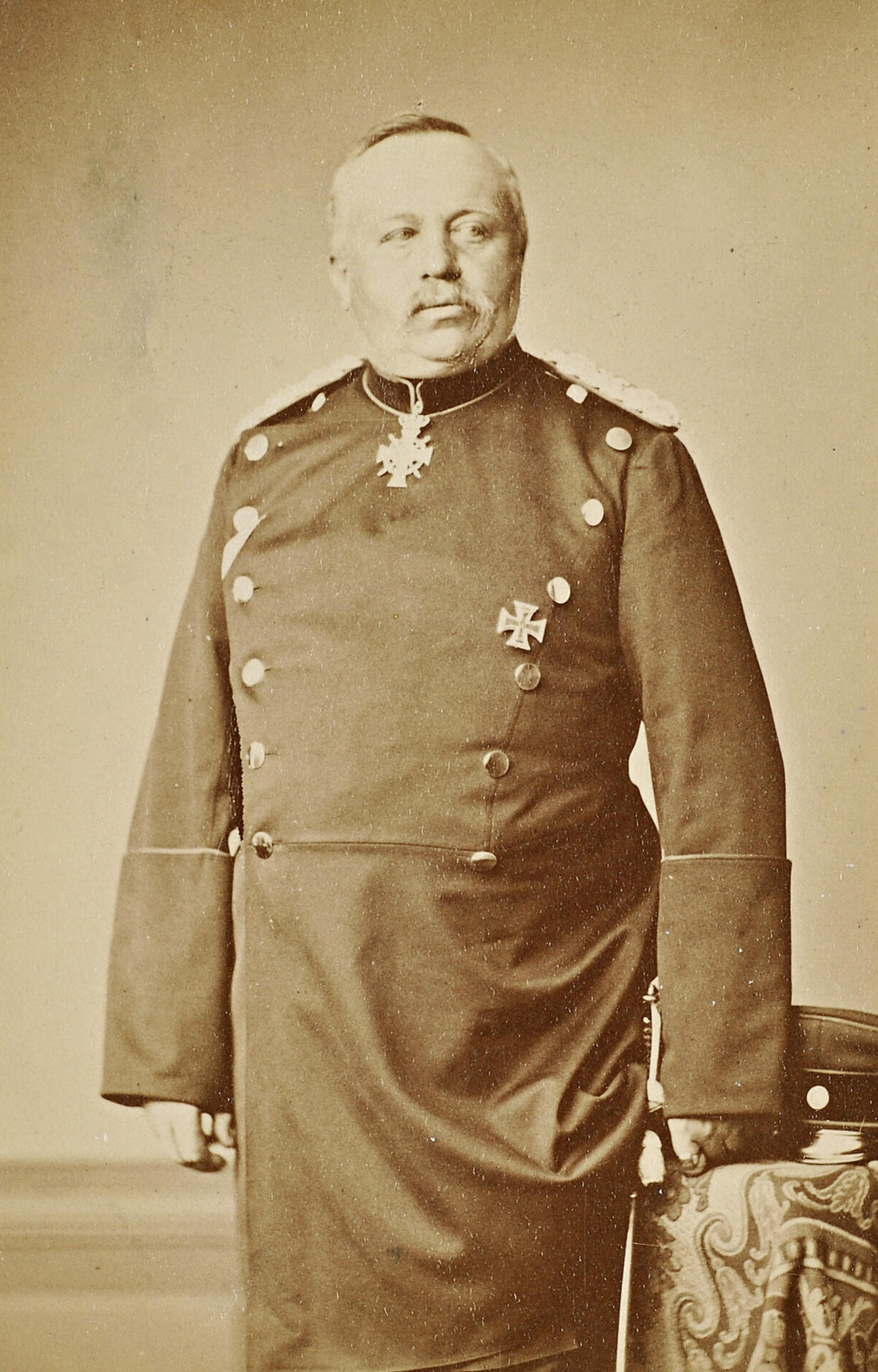
Adolph von Tschirschky und Bögendorff

Adolf Leopold von Tschirschky und Bögendorff (* 31. Dezember 1828 in Dresden; † 30. Juli 1893 ebenda) war ein sächsischer Generalleutnant.

## Leben
Adolf Leopold entstammte dem schlesischen Adelsgeschlecht von Tschirschky und war ein Sohn des Kriegsrats Friedrich Julius von Tschirschky (1777–1853) und jüngerer Bruder von Otto Julius von Tschirschky und Bögendorff, des ersten Generaldirektors der Königlich Sächsischen Staatseisenbahnen.
Er trat 1843 in das Kadettenkorps der sächsischen Armee ein und durchlebte eine mehrjährige Erziehung in der Anstalt. 1847 wurde er dem Leib-Regiment der Armee übergeben, wo er 1848 zum Leutnant avancierte. Er war von Oktober 1848 bis April 1849 bei den Okkupationstruppen in Thüringen und war während des Dresdner Maiaufstandes im Mai 1849 in Zwickau. Am 16. Dezember 1849 erfolgte seine Beförderung zum Oberleutnant im Regiment Prinz Max. Am 1. Februar 1850 fand er Verwendung als Divisionsadjutant der 2. Infanterie-Division und kam 1860 in den Generalstab. In dieser Eigenschaft stieg er am 3. August 1860 zum Hauptmann auf. Er war Ende 1863 bis Ende 1864 im Stab der sächsischen Bundesexekutionstruppen unter General Gustav von Hake während der Bundesexekution gegen die Herzogtümer Holstein und Lauenburg. Im Krieg gegen Preußen im Jahr 1866 und Rückzug der sächsischen Truppen nach Böhmen, diente er als Stabschef der sächsischen Reiterdivision unter General von Fritsch und wurde für seine Verdienste mit dem Ritterkreuz des sächsischen Verdienstordens und dem österreichischen Orden der Eisernen Krone ausgezeichnet.
Nach der Niederlage des Königreichs Sachsen und anschließender Neuorganisation der Armee stieg er im März 1867 zum Major auf, worauf eine Befehligung zum Großen Generalstab in Berlin erfolgte. Im Oktober 1868 kehrte er nach Sachsen zurück, diente zunächst als Abteilungschef der taktischen Abteilung und der Abteilung für Commando-Angelegenheiten im Kriegsministerium und wurde am 1. April 1869 zum Kommandeur des III. Bataillons des Schützen-(Füsilier-)Regiments „Prinz Georg“ (Königlich Sächsisches) Nr. 108 in Wurzen ernannt. Er blieb bis zum 1. Januar 1870 in dieser Position und wurde an diesem Tag zum Abteilungschef im sächsischen Kriegsministerium ernannt. Im Krieg gegen Frankreich fungierte er als Chef des Stabes der 24. Division (2. Königlich Sächsische) unter Generalleutnant Gustav Erwin Nehrhoff von Holderberg. Er wurde mit dem Ritterkreuz des Militär-St.-Heinrichs-Ordens, dem Komturkreuz II. Klasse des Albrechtsordens, dem Eisernen Kreuz I. und II. Klasse und dem Komturkreuz II. Klasse vom württembergischen Friedrichsorden dekoriert. Im November 1871 wurde er Kommandeur des II. Bataillons des Schützenregiments 108 und stieg in dieser Eigenschaft 1872 zum Oberstleutnant auf. Am 22. März 1874 wurde er Oberst und Kommandeur des Schützenregiments, welches er die nächsten Jahre befehligte.
Er wurde am 5. April 1881 schließlich zum Generalmajor befördert und zum Kommandeur der 4. Infanterie-Brigade Nr. 48 ernannt. Nach weiterer Beförderung zum Generalleutnant wurde er am 11. März 1885 zum Divisionskommandeur der 24. Division ernannt. Er wurde 1889 zur Disposition gestellt, mit dem Großkreuz des sächsischen Verdienstorden ausgezeichnet und à la suite dem Schützenregiment gestellt. Er wurde zu Lebzeiten außerdem noch mit dem Großkreuz des Albrechtsorden, dem Großkreuz des sächsischen Hausordens, dem griechischen Erlöserorden, dem preußischen Kronenorden, dem K. u. K. Franz-Josef-Orden und anderen Orden ausgezeichnet.
Am 30. Juli 1893 ist er im 66. Lebensjahr nach schweren asthmatischen Leiden zu Dresden verstorben.

## Familie
Am 26. Mai 1853 heiratete er in Heynitz Helene Luise Wilhelmine von Heynitz, (* 3. Oktober 1832 in Hermsdorf; † 21. November 1862 in Dresden). Der Ehe entstammte Friedrich Johann von Tschirschky und Bögendorff (* 6. Januar 1858 in Dresden; † 7. August 1929 in Langebrück), langjähriger Festungskommandant der Festung Königstein.
Am 14. Mai 1866 heiratete er Eleonore Amalie Freiin von Bodenhausen, Besitzerin des Rittergutes Bilzingsleben (* 19. Februar 1837), Schwester des Freiherrn Hans von Bodenhausen-Degener.